# Fritz Rimrott
Fritz Rimrott (* 20. September 1849 in Aschersleben; † 14. September 1923 Wernigerode) war ein deutscher Ingenieur und Eisenbahnbeamter.

## Leben
Fritz Rimrott besuchte in Aschersleben die Realschule 1. Ordnung und erlangte die Reifeprüfung an der Gewerbeschule in Halberstadt. Anschließend studierte er an der Königlichen Gewerbeakademie in Berlin Maschinenbau. 1875 wurde er mit dem Ablegen der Ersten Hauptprüfung Maschinenbauführer.
Zeitgleich mit Anatole Mallet, aber unabhängig von ihm entwickelte Rimrott ein zur Dampflokomotive Bauart Mallet ähnliches Prinzip, bei dem sich allerdings die bewegliche Triebwerksgruppe hinten befand. Lokomotiven der Bauart Rimrott („Rimrott’sche Doppellokomotive“) sind nie gebaut worden, dennoch hielt sich in Deutschland lange die Bezeichnung Mallet-Rimrott. Mallets und Rimrotts Konstruktion unterschieden sich bis auf die bei Rimrott noch fehlende Verbundwirkung kaum. 1879 hatte Rimrott die Konstruktion – Aufgabe war der Entwurf einer kurvenbeweglichen Güterzuglokomotive mit u. a. 6500 kg Zugkraft – im Rahmen seiner Arbeit zum Zweiten Staatsexamen für das Maschinenbaustudium angefertigt. Mallet hatte seine Konstruktion – jetzt mit Verbundwirkung – 1884 in einem französischen Patent festgehalten. In der Folge entwickelte Rimrott seine Konstruktion kontinuierlich weiter und veröffentlichte diese Entwürfe (u. a. 1890/91 mit beweglicher vorderer Niederdruckmaschine; 1891 mit festem Vordergestell und beweglichen Hintergestell).
1880 schloss er sein Studium als Maschinenmeister ab und wurde Leiter des maschinentechnischen Büros der Eisenbahndirektion Magdeburg der Preußischen Staatseisenbahnen. Nach der Ernennung zum Eisenbahnbau-Inspektor in Hagen erfolgte 1887 seine Versetzung nach Halberstadt. Hier übernahm er die Leitung über die dortigen Eisenbahnhauptwerkstätten und wurde 1894 Baurat. 1896 kam er zur Eisenbahndirektion Frankfurt am Main und wurde dort im darauffolgenden Jahr zum Eisenbahndirektionsmitglied ernannt. Als Oberbaurat wechselte er 1904 zur Eisenbahndirektion nach Berlin und war hier für die Konstruktion und Beschaffung von Eisenbahnfahrzeugen für das gesamte Netz der preußisch-hessischen Staatseisenbahnen verantwortlich. 1906 wurde er Mitglied des Technischen Oberprüfungsamtes Berlin.
1907/08 war er Präsident der Königlich Preußischen Eisenbahndirektion Königsberg und übernahm bis Ende 1919 die Königliche Eisenbahndirektion Danzig. Am 1. April 1920 als Wirklicher Geheimer Oberbaurat (Ernennung 1917 mit Rang der Räte I. Klasse) in den Ruhestand versetzt, zog er anschließend nach Wernigerode.
Ende 1910 wurde ihm für seine Verdienste von der Technischen Hochschule Danzig der Ehrendoktor verliehen. Von 1918 bis zu seinem Tod war er gemeinsam mit Georg Barkhausen Herausgeber/Schriftleiter des Organs für die Fortschritte des Eisenbahnwesens. Er gehörte dem Verein Deutscher Ingenieure (VDI) und dem Westpreußischen Bezirksverein des VDI an.
Nach einer kurzen schweren Krankheit starb er 1923 in Wernigerode.
Rimrott wurde u. a. mit dem Ritterkreuz II. Klasse des königlich bayerischen Militärverdienstorden (Verleihung 1898), dem Komturkreuz II. Klasse des königlich sächsischen Albrechts-Ordens (Verleihung 1912), dem Kaiserlich russischen St.-Stanislaus-Orden II. Klasse mit dem Stern (Verleihung 1912) und dem Roten Adlerorden II. Klasse mit Eichenlaub (Verleihung 1914) ausgezeichnet.

## Werke (Auswahl)
- Ueber den Lokomotivbetrieb mit mehrfachen Mannschaften. In: Zeitung des Vereins Deutscher Eisenbahn-Verwaltungen, Nr. 33, 1892, S. 347+348.
- gemeinsam mit anderen Autoren: Die Stadtbahnen, Lokomotiven und Triebwagen für Schmalspur-, Förder-, Strassen- und Zahnbahnen. C. W. Kreidel, Wiesbaden, 1907.